# Good Times, Bad Times... Ten Years of Godsmack
Good Times, Bad Times... Ten Years Of Godsmack è una raccolta del gruppo musicale statunitense Godsmack, pubblicata nel 2007.

## Descrizioni
La raccolta contiene 18 brani brani provenienti dagli album precedenti della band, compresi una traccia bonus e un inedito.

## Tracce
1. Good Times, Bad Times (Led Zeppelin Cover)
2. Whatever
3. Keep Away
4. Voodoo
5. Bad Religion
6. Awake
7. Greed
8. I Stand Alone
9. Straight Out Of Line
10. Serenity
11. Re-Aling
12. Running Blind
13. Touché
14. Speak
15. Shine Down
16. The Enemy
17. Reefer Headed Woman (Live)
18. Bring It On